# Новите мутанти (филм)
„Новите мутанти“ (на английски: The New Mutants) е американски филм от 2020 г. на режисьора Джош Буун. Това е 13-ият филм от поредицата „Х-Мен“ на Марвел Комикс. Премиерата в САЩ е на 28 август 2020 г. Филмът по времева линия се развива преди Логан. 

## Сюжет
Пет млади мутанти, които просто откриват способностите си, докато се задържани от тайна служба против волята си, се бият, за да избягат от миналите си грехове и да се спасят.

## Актьорски състав
| Актьор          | Роля                              |
| --------------- | --------------------------------- |
| Мейзи Уилямс    | Рейн Синклеър / Луисбейн          |
| Аня Тейлър-Джой | Иляна Разпутин / Маджик           |
| Чарли Хийтън    | Самуел „Сам“ Гътри / Кенънбал     |
| Алис Брага      | Д-р Сесилия Рейес                 |
| Блу Хънт        | Даниел „Дани“ Муунстар / Мираж    |
| Хенри Зага      | Роберто „Боби“ да Коста / Сънспот |
| Адам Бийч       | Уилям Лоунстар                    |
| Томас Кий       | Томас Гътри                       |

## Познат като
| Аржентина                   | Los Nuevos Mutantes     |
| България                    | Новите мутанти          |
| Бразилия                    | Os Novos Mutantes       |
| Чехия                       | Noví mutanti            |
| Испания                     | Los Nuevos Mutantes     |
| Гърция                      | Οι νέοι μεταλλαγμένοι   |
| Унгария                     | Új mutánsok             |
| Италия                      | New Mutants             |
| Полша                       | Nowi mutanci            |
| Русия                       | Люди Икс: Новые мутанты |
| САЩ (работно заглавие)      | Growing Pains           |
| САЩ (алтернативно заглавие) | X-Men: The New Mutants  |